# NGC 3313
NGC 3313 (другие обозначения — ESO 501-50, MCG -4-25-44, UGCA 213, AM 1035-250, IRAS10350-2503, PGC 31551) — галактика в созвездии Гидра.
Этот объект входит в число перечисленных в оригинальной редакции «Нового общего каталога».
В галактике вспыхнула сверхновая SN 2002jp типа Ic, её пиковая видимая звездная величина составила 16,9.
Галактика NGC 3313 входит в состав группы галактик NGC 3313. Помимо NGC 3313 в группу также входят IC 2589, IC 2594, NGC 3308, NGC 3331, NGC 3335, ESO 500-1 и ESO 501-62.